# Franz Nusser
Franz Nusser (* 12. September 1902 in Wien; † 8. Februar 1987 in Hamburg) war ein österreichischer Geograph und Polarforscher.

## Leben
Franz Nusser legte 1920 die Matura ab, danach studierte er eine Reihe von naturwissenschaftlichen Zweigen an der Universität Wien, nämlich Biologie, Geographie, Geologie, Meteorologie und Mineralogie. 1926 bestand er die Lehramtsprüfung für Oberschulen in den Fächern Geographie und Naturgeschichte und übte bis 1941 den Lehrerberuf aus. Während dieser Zeit erweckten Polarforschungen und -untersuchungen, beispielsweise durch Carl Weyprecht und Julius von Payer, sein Interesse an der Glaziologie. Mit den Meteorologen Kurt Wegener und Hanns Tollner gründete Nusser 1937 am Naturhistorischen Museum Wien das Archiv für Polarforschung. Forschungsfahrten führten ihn in den Jahren 1934, 1935 und 1939 nach Island sowie 1936 und 1939 nach Spitzbergen. Die hieraus gewonnenen Erkenntnisse und Ergebnisse fanden sich in seiner geographischen Dissertationsschrift Glaziologische Untersuchungen in Island und Spitzbergen wieder, mit der er am 16. Juli 1941 zum Doktor der Naturwissenschaften (Dr. rer. nat.) promoviert wurde.

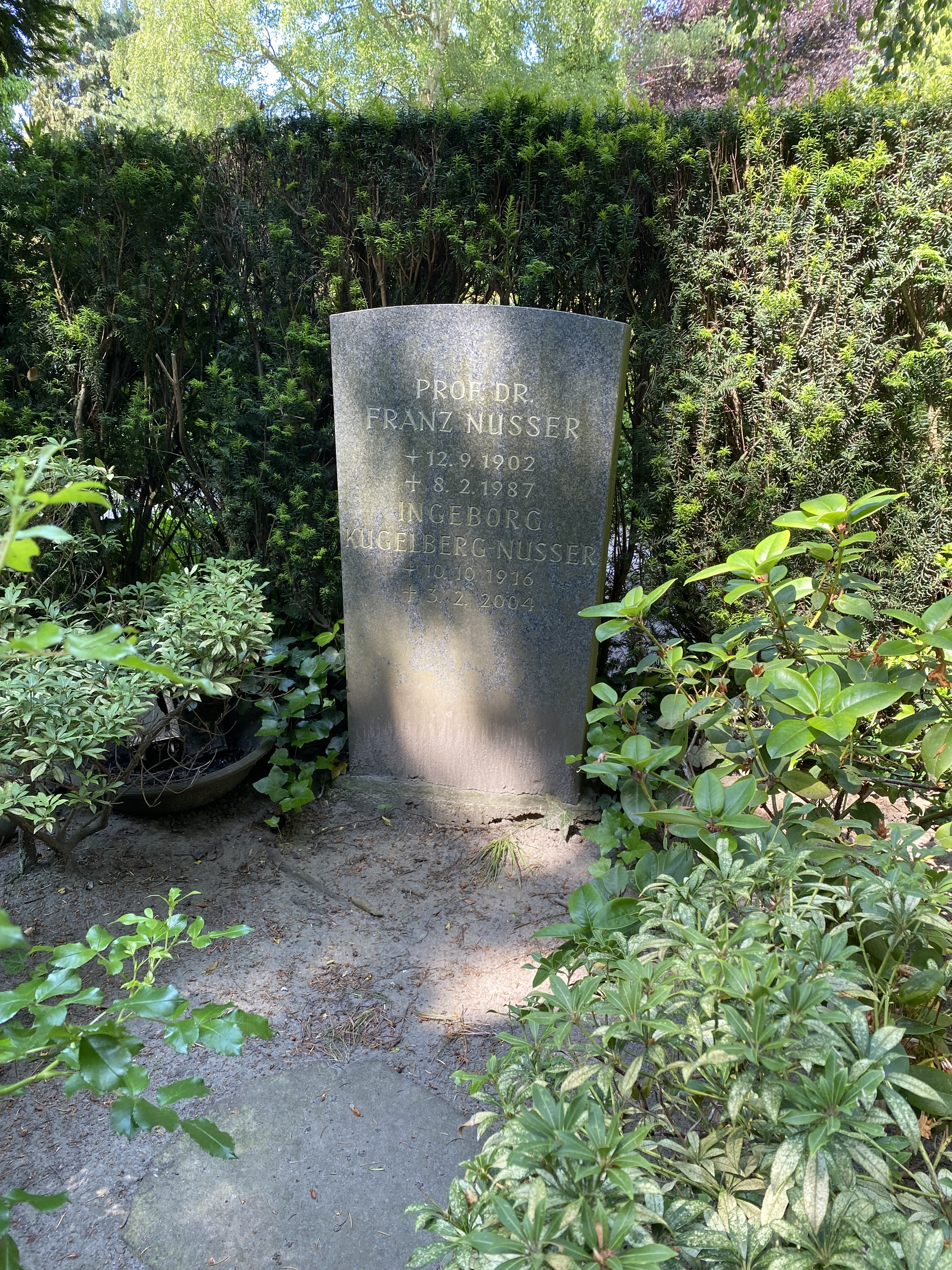
Grabstätte auf dem Nienstedtener Friedhof

1942 erfolgte Nussers Einberufung zur Wehrmacht. Er wurde zunächst als Kradfahrer eingesetzt, dann in kurzer Zeit zum Hilfsmeteorologen ausgebildet und 1942 im Auftrag des Oberkommandos der Kriegsmarine mit der Leitung einer auf Spitzbergen eingerichteten Wetterstation mit dem Decknamen Unternehmen Nußbaum betraut. Der Einsatz war für zwei Jahre geplant, wurde jedoch im Juni 1943 von den Alliierten entdeckt. Die auf der Station Beschäftigten konnten – nachdem sie sich mehrere Monate versteckt gehalten hatten – im September mit einem U-Boot nach Tromsö gebracht werden. Danach arbeitete Nusser im Marine-Observatorium in Greifswald.
Nach Kriegsende kam Franz Nusser nach Hamburg und war zunächst beim von der Britischen Militärregierung gegründeten German Maritime Service beschäftigt. Am 1. Juli 1946 erhielt er eine Anstellung beim Deutschen Hydrographischen Institut (DHI), wo er bereits im darauffolgenden Jahr auf Julius Büdel als Referent für den Eisdienst folgte. Ab 1966 unterstand ihm zudem die Leitung der Abteilung „Meereskunde“. Im Range eines Leitenden Regierungsdirektors ging Nusser am 30. September 1967 in den Ruhestand.
Im weitgehend isolierten Nachkriegsdeutschland gelang es Nusser im Hinblick auf den Eisdienst bald wieder Kontakte zu den Anrainerstaaten der Ostsee herzustellen. Daneben arbeitete er an der Vervollständigung einer Ende des 19. Jahrhunderts erstmals erstellten Eisdatenkartei für polare Beobachtungsstationen. Nusser vertrat die Bundesrepublik Deutschland auf Tagungen der Weltorganisation für Meteorologie, der er von 1954 bis 1967 als Mitglied der „Arbeitsgruppe Meereis“ angehörte. Diese Gruppe war umfangreich an der Erstellung einer internationalen Eisnomenklatur beteiligt. 1959 nahm er im Rahmen der Internationalen Glaziologischen Grönland-Expedition gemeinsam mit dem Schweizer Glaziologen Robert Haefeli Untersuchungen am Kangerlussuaq Gletsjer vor.
Bereits 1952 hatte die Universität Hamburg Nusser mit Gastvorlesungen zur Geographie der Polargebiete betraut, eine Tätigkeit, die er über seine Dienstzeit am DHI hinaus ausübte und die von der Universität im Jahr 1962 mit der Verleihung der Ehrenprofessur gewürdigt wurde. Ab 1962 war er auch Honorarprofessor an der Universität Hamburg. Er war Mitglied der Geographischen Gesellschaft in Hamburg und der Deutschen Gesellschaft für Polarforschung, in der er von 1957 bis 1977 dem Wissenschaftlichen Beirat angehörte.
Franz Nusser starb nach kurzer Krankheit im Alter von 84 Jahren in Hamburg und wurde auf dem dortigen Nienstedtener Friedhof beigesetzt.

## Auszeichnungen
- 1959: Benennung einer unbewohnten Insel vor der Graham-Küste in Nusser Island
- 1962: Ehrenprofessur der Universität Hamburg
- 1973: Verdienstkreuz Erster Klasse des Verdienstordens der Bundesrepublik Deutschland

## Veröffentlichungen (Auswahl)
- Die Eiszeitverhältnisse an den deutschen Küsten zwischen Ems und Trave.
- Atlas der Eiszeitverhältnisse der Deutschen Bucht und der westlichen Ostsee.
- Hydrogeographie und Glaziologie.
- als Übersetzer: Bertil Rodhe: Ostseeschlüssel für Eismeldungen. 1961.